# جينا مايلز
جينا مايلز (بالإنجليزية: Gina Miles) هي فارسة أمريكية، ولدت في 27 نوفمبر 1973 في سان فرانسيسكو في الولايات المتحدة.

## وصلات خارجية
- جينا مايلز على موقع أوليمبيديا (الإنجليزية)